# Petrorossia royi
Petrorossia royi är en tvåvingeart som beskrevs av Francois 1969. Petrorossia royi ingår i släktet Petrorossia och familjen svävflugor.
Artens utbredningsområde är Senegal. Inga underarter finns listade i Catalogue of Life.